# Open du Nigeria de tennis de table
L’Open du Nigeria ITTF est une étape du Pro-tour de tennis de table organisée par la Fédération internationale de tennis de table.
Le World Tour est arrêté fin 2020 et est remplacé par les épreuves de la WTT marquant la fin des "tournois open" de l'ITTF.

## Palmarès

### World Tour
| année | Catégorie             | simple messieurs | double messieurs                | simple dames       | double dames                    | double mixte        | U21 messieurs      | U21 dames          |
| ----- | --------------------- | ---------------- | ------------------------------- | ------------------ | ------------------------------- | ------------------- | ------------------ | ------------------ |
| 2014  | Challenge Series      | Omar Assar       | -                               | Nadeen El-Dawlatly | -                               |                     | Ojo Onaolapo       | Nadeen El-Dawlatly |
| 2015  | Challenge Series      | Omar Assar       | Quadri Aruna Makanjuola Kazeem  | Jieni Shao         | Dina Meshref Jieni Shao         |                     | Shady Magdy        | Dina Meshref       |
| 2016  | Challenge Series      | Benedek Olah     | Andrey Bukin Vasilij Filatov    | Shao Jieni         | Irina Ermakova Olga Kulikova    |                     | Shady Magdy        | Irina Ciobanu      |
| 2017  | Challenge Series      | Omar Assar       | Antoine Hachard Grégoire Jean   | Dina Meshref       | Bernadett Balint Szandra Pergel |                     | Youssef Abdel-aziz | Giorgia Piccolin   |
| 2018  | Challenge Series      | Quadri Aruna     | Alexandre Robinot Joé Seyfried  | Guo Yan            | Qi Fenjie Sun Chen              |                     | Wang Shaobo        | Guo Yan            |
| 2019  | Challenge Plus Series | Quadri Aruna     | Cedric Nuytinck Quentin Robinot | Polina Mikhaïlova  | Polina Mikhaïlova Jana Noskowa  | Kilian Ort Yuan Wan | Cristian Pletea    | Andreea Dragoman   |

### Série WTT
| Année & Lieu | Tournoi                  | Simple messieurs   | Double messieurs                   | Simple dames     | Double dames                       | Double mixte                  |
| ------------ | ------------------------ | ------------------ | ---------------------------------- | ---------------- | ---------------------------------- | ----------------------------- |
| 2023 Lagos   | WTT Contender Lagos (de) | Zhou Qihao         | Lim Jong-hoon Jang Woo-jin         | Shin Yu-bin      | Shin Yu-bin Jeon Ji-hee            | Xiang Peng Liu Weishan        |
| 2024 Lagos   | WTT Contender Lagos (de) | Dimitrij Ovtcharov | Manav Vikash Thakkar Harmeet Desai | Sreeja Akula     | Archana Girish Kamath Sreeja Akula | Lim Jong-hoon Shin Yu-bin     |
| 2025 Lagos   | WTT Contender Lagos (de) | Anders Lind        | Sathiyan Gnanasekaran Akash Pal    | Honoka Hashimoto | Ryu Hanna Kim Na-yeong             | Jules Rolland Prithika Pavade |